# Grundakte
Eine Grundakte (auch Stammakte genannt) ist eine speziell angelegte Akte parallel zum Grundbuch. Sie enthält alle Urkunden und Dokumente, die mit einem dazugehörigen Grundbuch eines bestimmten Grundstückes in Verbindung steht (§ 10, 12 GBO; § 24 GBV). Die Urkunden, auf deren Grundlage Änderungen im Grundbuch vorgenommen werden, müssen gemäß § 10 GBO vom Grundbuchamt in dieser Grundakte des Grundstücks aufbewahrt werden.

## Inhalt der Grundakte
Eine Grundakte enthält alle diejenigen wichtigen Dokumente und Urkunden, die hinsichtlich eines Grundbuches eines bestimmten Grundstückes erstellt worden sind. Das sind unter anderem:
- Erbscheine
- Notarverträge
- Eintragungs- und Löschungsanträge
- Vollmachten
- Teilungserklärungen
- Gerichtsurteil

## Elektronische Führung der Grundakte
Ähnlich wie bei dem Grundbuch auch kann die Grundakte teilweise oder ganz elektronisch fortgeführt werden (§ 135 Abs. 2 GBO). Den Zeitpunkt der elektronischen Fortführung dieser Akte legt die jeweilige Landesregierung per Rechtsvorschrift fest.